# 猪瀬征次郎
猪瀬 征次郎（いのせ まさじろう、1914年（大正3年）3月12日 - 2002年（平成14年）8月4日）は、昭和から平成時代の政治家。栃木県今市市長。

## 経歴
栃木県出身。旧制今市中学校卒業。
1959年（昭和34年）から1964年（昭和39年）まで今市市議会議員、同年今市市長に初当選するも、任期途中の1966年（昭和41年）に辞任。1979年（昭和54年）再び同市議となり、1987年（昭和62年）当時の今市市長の福田儀が建設業者から賄賂を受け取ったとして事前収賄罪容疑で逮捕され、市長を辞職。出直し市長選挙に立候補し、市長に再選した。市長再選前は米穀商をしており、栃木県米穀商組合役員も務めていた。1991年（平成3年）落選した。
2002年（平成14年）4月、勲五等双光旭日章を受章。同年8月4日、肺炎のため逝去、88歳没。葬儀委員長は今市市長の斎藤文夫が務めた。死後の2002年（平成14年）8月30日付で正六位を授位された。